# Bangalaia turei
Bangalaia turei är en skalbaggsart som beskrevs av Teocchi, Jiroux, Sudre, Jiroux och Henri L. Sudre 2008. Bangalaia turei ingår i släktet Bangalaia och familjen långhorningar. Inga underarter finns listade.